# Ciudad Mendoza
Ciudad Mendoza är en kommunhuvudort i Mexiko.   Den ligger i kommunen Camerino Z. Mendoza och delstaten Veracruz, i den sydöstra delen av landet, 220 km öster om huvudstaden Mexico City. Ciudad Mendoza ligger 1 321 meter över havet och antalet invånare är 35 546.
Terrängen runt Ciudad Mendoza är varierad. Ciudad Mendoza ligger nere i en dal. Runt Ciudad Mendoza är det ganska tätbefolkat, med 134 invånare per kvadratkilometer. Närmaste större samhälle är Orizaba, 9,7 km nordost om Ciudad Mendoza. I omgivningarna runt Ciudad Mendoza växer huvudsakligen savannskog.